# Catone in Utica (Vivaldi)
Catone in Utica, RV 705, ist eine Opera seria (Originalbezeichnung: „Dramma per musica“) in drei Akten von Antonio Vivaldi (Musik) mit einem Libretto von Pietro Metastasio. Die Uraufführung fand im April 1737 im Teatro Filarmonico di Verona statt. Die Musik des ersten Akts ist verschollen.

## Handlung

### Kurzfassung

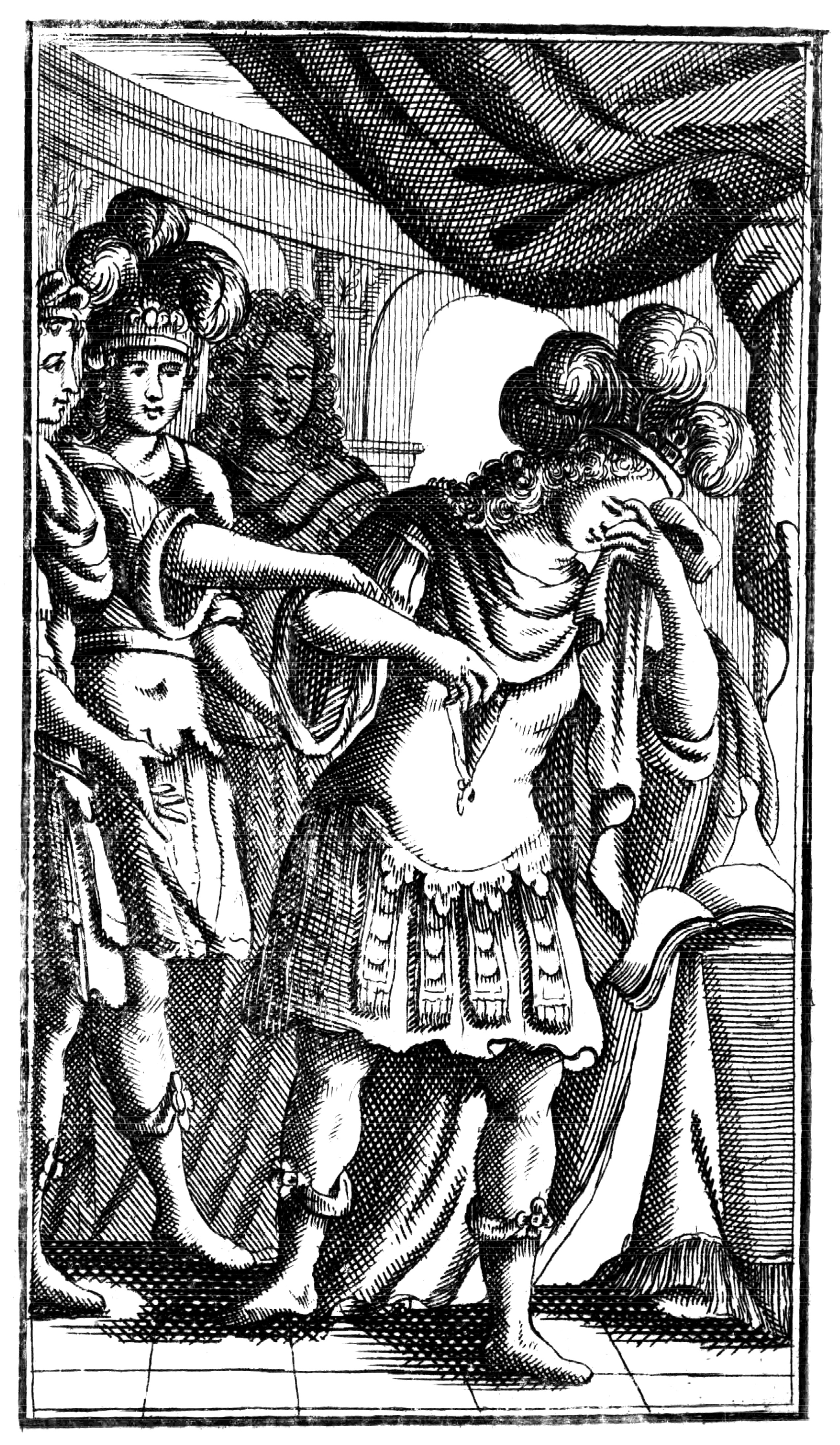
Frontispiz des Librettos von 1737

Erster Akt. Die nordafrikanische Stadt Utica wird von den Truppen Cesares (Julius Caesar) bedroht, der nach seinem Sieg über Pompeius kurz davor steht, die römische Republik in eine Diktatur zu verwandeln. Lediglich der römische Senator Catone (Cato von Utica), der ein Bündnis mit dem numidischen Prinzen Arbace (Juba II.) geschlossen hat, steht ihm im Weg. Arbace liebt Catones Tochter Marzia und will sie heiraten. Auch Catone heißt diese Verbindung gut. Marzia allerdings hat ein heimliches Verhältnis mit seinem Gegner Cesare. Sie hält Arbace hin und überredet ihn, die Hochzeit aufzuschieben. Als Cesare zu Friedensverhandlungen in die Stadt kommt, gibt ihm Pompeius’ Witwe Emilia (Cornelia Metella) deutlich ihren Hass zu erkennen. Der römische Gesandte Fulvio, ein Vertrauter Cesares, verliebt sich in sie, und sie versucht, ihn dazu zu bringen, Cesare zu ermorden. Fulvio stellt jedoch die Ehre über seine Liebe und verrät Cesare alles. Marzia will sich aufgrund der politischen Machenschaften Cesares von ihm lossagen, gibt aber nach, als er ihr von seinem Wunsch nach Frieden erzählt.
Zweiter Akt. Fulvio teilt Catone mit, dass Cesare über einen Frieden verhandeln wolle. Außerdem überreicht er ihm einen Brief des Senats, der eine Aussöhnung fordert. Catone weigert sich zunächst, ist dann aber doch bereit, seinen Gegner zu empfangen. Während sich Marzia darüber freut, sehnt sich Emilia weiterhin nach Rache, für die sie noch immer Fulvio einspannen will. Bei den Verhandlungen zeigt sich Catone unnachgiebig. Er fordert, dass Cesare seine Ambitionen aufgibt und dem Volk zur Rede steht. Cesares Angebot, durch eine Hochzeit mit Marzia den Frieden zu sichern, lehnt er kategorisch ab. Trotz Marzias Flehen ist ein Krieg nicht mehr zu vermeiden. Catone fordert sie und Emilia auf, sich sicherheitshalber zu den Schiffen zu begeben. Sie soll einen versteckten Weg in der Nähe der Isis-Quelle nutzen. Marzia weist Arbaces erneuten Hochzeitswunsch zurück und offenbart allen ihr Verhältnis mit Cesare. Ihr Vater verstößt sie daraufhin empört.
Dritter Akt. Um ihre Rache auszuführen, bereitet Emilia bei der Isis-Quelle eine Falle für Cesare vor. Marzia bittet ihn, im Falle seines Sieges ihren Vater zu verschonen. Während Fulvio die Stadtmauern stürmt, begibt sich Cesare zur Quelle und wird von Emilias Leuten angegriffen. Catone unterbindet den Kampf, da er einen solchen Hinterhalt abscheulich findet. Er fordert Cesare nun selbst heraus. Da berichtet Emilia, dass Fulvios Truppen in die Stadt eindringen. Catone und Cesare eilen zu ihren Leuten. Nach dem Sieg Cesares will Catone aus Verzweiflung über die verlorene Freiheit Roms Selbstmord begehen. Marzia und Arbace können dies verhindern, doch Catone ist weiterhin nicht bereit, seiner Tochter zu vergeben. Cesare fordert seine Leute auf, die Besiegten milde zu behandeln. Er wünsche Catones Freundschaft und wolle dafür auf seinen Lorbeerkranz verzichten. Alle außer der noch immer rachsüchtigen Emilia feiern den neuen Frieden.

### Erster Akt
Der innere Teil der Stadtmauern von Utica mit einem Tor und einer Zugbrücke
Szene 1. Die Truppen Cesares stehen vor den Toren Uticas. Nur Catone und das numidische Volk stehen seinem Sieg noch entgegen. Der numidische Prinz Arbace bittet Catone um die Hand seiner Tochter Marzia. Catone befürwortet diese Verbindung (Arie Catone: „Con sì bel nome in fronte“).
Szene 2. Obwohl Marzia seit längerer Zeit ein heimliches Verhältnis mit Cesare hat, stimmt auch sie einer Hochzeit mit Arbace zu. Sie stellt ihm allerdings die Bedingung, heute nicht mehr von der Heirat zu sprechen. Er soll ihren Vater um Aufschub bitten und dabei verschweigen, dass dies eigentlich ihr Wunsch war (Arie Marzia: „È follia se nascondete“).
Szene 3. Cesare und Fulvio erscheinen, um mit Catone über den Frieden zu verhandeln.
Szene 4. Emilia, die Witwe des Pompeius, ist empört, ihren Feind Cesare in der Stadt zu sehen, dem sie die Schuld am Tod ihres Mannes gibt. Fulvio bewundert sie insgeheim und verliebt sich in sie. Catone zieht sich zurück. Die Verhandlungen sollen später in seiner Wohnung stattfinden.
Szene 5. Auch Cesare ist von Emilias Standhaftigkeit fasziniert (Arie Cesare: „Vaga sei nè sdegni tuoi“).
Szene 6. Fulvio erklärt Emilia seine Liebe. Um zu prüfen, ob er es ernst meint, verlangt sie Cesares Tod (Arie Fulvio: „L’ira mia bella degnata“).
Szene 7. Emilia denkt an ihren ersten Gatten Pompeius. Sie hofft im Tode wieder mit ihm vereint zu sein, doch sein Mörder soll ihr vorangehen (Arie Emilia: „O nel sen di qualche stella“).
Garten in der Nähe von Catones Wohnung
Szene 8. Fulvio erzählt Cesare von Emilias Forderung. Sein Pflichtgefühl ist ihm wichtiger als seine Liebe zu ihr.
Szene 9. Aus Enttäuschung darüber, dass Cesare zum Feind des Vaterlands geworden ist, sagt Marzia sich von ihm los. Erst als er ihr erklärt, dass er zu Friedensverhandlungen gekommen sei, lässt sie sich beruhigen (Arie Cesare: „Apri le luci, e mira“).
Szene 10. Catone kommt, um Marzia zur bevorstehenden Hochzeit mit Arbace abzuholen.
Szene 11. Um Marzias Bedingung zu erfüllen, bittet Arbace Catone, die Hochzeit um einen Tag zu verschieben. Er kann Catone jedoch keinen plausiblen Grund dafür nennen, da Marzia ihm verboten hat, darüber zu sprechen. Catone ist verwirrt.
Szene 12. Arbace fällt es schwer, Marzias Wunsch zu befolgen (Arie Arbace: „Che legge spietata“).

### Zweiter Akt
Prächtiger Hof
Szene 1. Fulvio teilt Catone mit, dass Cesare zu den Verhandlungen eingetroffen sei. Catone will ihn jedoch nicht empfangen. Anschließend gibt Fulvio ihm einen Brief des Senats, in dem dieser eine Aussöhnung mit Cesare fordert. Catone ist enttäuscht von den Senatoren.
Szene 2. Fulvio ist entsetzt über Catones Unnachgiebigkeit. Er geht, um Cesare über den Aufschub der Verhandlungen zu informieren. Arbace erklärt Marzia noch einmal seine Liebe, wird jedoch zurückgewiesen (Arie Arbace: „S’andrà senza pastore“).
Szene 3. Cesare lässt Marzia und Emilia spüren, wie verärgert er über Catones Hochmütigkeit ist.
Szene 4. Fulvio teilt Cesare mit, dass Catone jetzt doch zum Gespräch bereit sei. Auf Marzias Bitten hin will Cesare noch einen letzten Versuch zur Versöhnung machen (Arie Cesare: „Se mai senti spirarti sul volto“).
Szene 5. Marzia hofft wieder, dass ein Frieden herbeigeführt werden kann. Emilia hält sie für leichtgläubig.
Szene 6. Fulvio versichert Emilia, dass sie sich mit ihrem Rachewunsch auf ihn verlassen könne. Insgeheim will er Cesare jedoch retten. Emilia möchte Fulvio ihrerseits lediglich als Mittel zur Rache benutzen, ohne ihn wirklich zu lieben.
Szene 7. Fulvio leidet unter dem Gewissenskonflikt zwischen seiner Treue zu Cesare und der Liebe zu Emilia (Arie Fulvio: „Degl’Elisi dal soggiorno“).
Ruhiger Ort im Haus Catones
Szene 8. Catone verlangt als Friedensbedingung, dass Cesare seine diktatorischen Pläne aufgibt, die Waffen niederlegt und dem Vaterland Rechenschaft über sein Verhalten ablegt. Cesare geht nicht darauf ein, sondern bittet Catone stattdessen um die Hand seiner Tochter Marzia. Das wiederum steht für Catone außer Frage.
Szene 9. Als Cesare gehen will, wird er von Marzia aufgehalten. Sie fleht ihn und ihren Vater an, sich zu besänftigen, doch beide sind zum Krieg entschlossen (Arie Cesare: „Se in campo armato“).
Szene 10. Um sie aus der Kampfzone zu bringen, fordert Catone Marzia und Emilia auf, sich über einen versteckten Weg in der Nähe der Isis-Quelle zu den Schiffen zu begeben.
Szene 11. Arbace will Marzia noch vor Ausbruch der Kampfhandlungen heiraten. Marzia lehnt das mit der Begründung ab, dass sie ihn nicht liebe und er ihre Bedingungen noch nicht erfüllt habe. Dann offenbart sie ihr Verhältnis mit Cesare. Catone verstößt seine Tochter empört (Arie Catone: „Dovea svenarti allora“).
Szene 12. Marzia macht Arbace und Emilia Vorhaltungen (Arie Marzia: „Il povero mio core“).
Szene 13. Arbace ist verzweifelt.
Szene 14. Emilia fühlt sich in Rom nicht mehr sicher. Dennoch will sie ihre Rachepläne nicht aufgeben (Arie Emilia: „Come in vano il mare irato“).

### Dritter Akt
Von Bäumen umgebener Hain bei der Isis-Quelle
Szene 1. Fulvio warnt Cesare vor einer Falle. Emilia habe ihm erzählt, dass ihm seine Feinde am Stadttor auflauern. Glücklicherweise habe er einen Spitzel, Floro, bei den Gegnern. Dieser erwarte Cesare beim Isis-Brunnen, um ihn sicher aus der Stadt zu bringen. Fulvio will unterdessen die Stadtmauern stürmen.
Szene 2. Marzia drängt Cesare, die Stadt zu verlassen, um sich zu retten. Sie will allein vor ihrem Vater fliehen, bittet Cesare aber, ihn im Falle eines Sieges zu schonen. Von Gefühlen überwältigt macht sie sich auf den Weg (Arie Marzia: „Se parto se resto“).
Szene 3. Cesare leidet mit Marzia (Arie Cesare: „Sarebbe un bel diletto“).
Szene 4. Emilia erscheint mit einer Gruppe bewaffneter Männer, um Cesare die Falle zu stellen. Sie verstecken sich.
Szene 5. Cesare kommt auf der Suche nach seinem Helfer Floro zum vereinbarten Ort am Brunnen und bemerkt den Hinterhalt Emilias. Sie selbst hat Floros Verbindung zu Cesare ausgenutzt, um ihn in die Falle zu locken. Sie ruft ihre Leute auf, Cesare zu töten, und er zieht den Degen, um sich zu verteidigen.
Szene 6. Da kommt Catone und unterbricht den Kampf. Ein Hinterhalt ist für ihn keine ehrenvolle Methode zu siegen. Er schickt Emilia fort.
Szene 7. Catone fordert Cesare nun selbst zum Kampf. Cesare zieht erneut sein Schwert.
Szene 8. In diesem Moment kehrt Emilia zurück und berichtet vom Kampf der Truppen Cesares gegen Arbace, bei dem dieser zu unterliegen drohe. Catone und Cesare eilen zum Kampfplatz.
Szene 9. Emilia beklagt ihr ungerechtes Schicksal (Arie Emilia: „Nella foresta“).
Szene 10. Cesares Soldaten haben die Truppen Catones und Arbaces besiegt. Verzweifelt über Roms verlorene Freiheit beschließt Catone, sich selbst zu töten.
Szene 11. Marzia und Arbace verhindern Catones Selbstmord. Marzia fleht ihn um Verzeihung an, doch er weist sie verächtlich zurück (Duett Catone/Marzia: „Fuggi dal guardo mio“).
Saal
Szene 12. Cesare hält eine Rede an seine Soldaten. Er weist darauf hin, dass für einen Sieg auch das Schicksal eine wichtige Rolle spielt, und bittet sie, im Sinne der römischen Tugend Milde gegenüber den Besiegten und besonders gegenüber Catone walten zu lassen.
Szene 13 „ultima“. Marzia hat davon nichts mitbekommen. Sie glaubt, Cesare wolle ihren Vater hinrichten lassen und fordert ihn auf, auch sie selbst zu töten. Cesare versichert ihr, dass sie beide am Leben bleiben werden. Er werde in Zukunft Catones Freundschaft suchen und verzichte sogar auf den Siegeslorbeer. Nur Emilia hofft noch immer auf Rache: Jene Hand, die Cesare für am wenigsten treulos halte, möge ihm die Brust durchstoßen. Die anderen feiern den neuen Frieden (Chor: „D’amor la face lieta risplende“).

## Gestaltung

### Libretto
Das Libretto ist eine deutlich gekürzte Bearbeitung von Pietro Metastasios Catone in Utica aus dem Jahr 1728, in der das ursprüngliche tragische Ende fortgelassen wurde. Begründet wurde dies am Ende des Vorworts damit, dass man das Werk für die Frühlings-Saison kürzer und fröhlicher machen wollte. Reinhard Strohm wies darauf hin, dass der neue Schluss dramatisch nicht überzeuge, aber eine historische Grundlage besitze, da Caesar das imperiale Symbol des Lorbeerkranzes tatsächlich ursprünglich ablehnte. Metastasios deutlich ausgedrückte Idee, am Schluss einen Ausgleich zwischen dem sturen Freiheitskämpfer und dem großmütigen Sieger herzustellen, gehe hier verloren, da Catone und Marzia so lediglich Werkzeuge von Caesars Plan zum Aufbau eines großen Kaiserreichs werden. Gestrichen wurden außerdem sieben Szenen und acht Arien, darunter vor allem solche mit dramatischem oder kontroversem Charakter. Ausgangspunkt für die Bearbeitung war die 1729 mit Musik von Leonardo Leo in Venedig gespielte Fassung, in der der Schluss bereits von Metastasio selbst abgemildert worden war. In der von Vivaldi vertonten Fassung stammen zehn Arientexte und der Text des Schlusschors nicht aus dem originalen Libretto. Außerdem wurde Marzias ursprüngliche Arie „Confusa, smarrita“ als „Se parto se resto“ (III:2) fast vollständig umgeschrieben, um den Text einer „Kofferarie“ der Sängerin Anna Girò unterlegen zu können. Im ersten Akt wurde Arbaces Arie „Che legge spietata“ aus der dritten Szene an das Ende des Akts verlegt und mit Marzias „È follia se nascondete“ getauscht. Reinhard Strohm fand diese Lösung dramatisch überzeugend, da Arbace nun seine Klagen bis zum Schluss zurückhält, während Marzia von Anfang an ihre Vorliebe für Cesare zeigt. Zudem erhielt dadurch der Sänger des Arbace, ein offenbar besonders talentierter Kastrat, besondere Aufmerksamkeit.:52 In der Rekonstruktion von Jean-Claude Malgoire und Frédéric Delaméa wurde diese Änderung zurückgenommen.:34

### Musik
Vivaldi übernahm die Musik einiger Stücke aus früheren Werken. Die Arien „Se parto, se resto“ („La madre, lo sposo“ aus Farnace) und „Il povero mio core“ (aus Dorilla in Tempe) waren bevorzugte Arien der Sängerin Anna Girò. Drei Stücke stammen aus seiner Oper Ginevra principessa di Scozia.
Die Form ist traditional. Arien und Secco-Rezitative wechseln miteinander ab. Es gibt lediglich ein einziges Accompagnato-Rezitativ am Ende des dritten Akts und nur ein einziges Duett. Größere Aufmerksamkeit widmete Vivaldi der Orchestrierung, da ihm in Verona ein gut abgestimmtes Orchester mit 22 fest angestellten Musikern und vermutlich weiteren bei Bedarf hinzugezogenen Instrumentalisten zur Verfügung stand.:29 Die Besetzung besteht aus zwei Trompeten, zwei Hörnern, Streichern und Basso continuo. Die Liste der Titularmusiker lässt darauf schließen, dass die Violinpartien in den Arien durch ein oder zwei Oboen verstärkt wurden, wie dies damals häufig praktiziert wurde.:29

### Musiknummern
Die Oper enthält die folgenden Musiknummern:
Erster Akt
- Szene 1. Arie (Catone): „Con sì bel nome in fronte“ – nur Text erhalten
- Szene 2. Arie (Marzia): „È follia se nascondete“ – vgl. Rosmira RV 731 I:15
- Szene 5. Arie (Cesare): „Vaga sei nè sdegni tuoi“ – nur Text erhalten
- Szene 6. Arie (Fulvio): „L’ira mia bella degnata“ – nur Text erhalten
- Szene 7. Arie (Emilia): „O nel sen di qualche stella“ – nur Text erhalten
- Szene 9. Arie (Cesare): „Apri le luci, e mira“ –  nur Text erhalten; vgl. Ginevra principessa di Scozia RV 716 I:3
- Szene 12. Arie (Arbace): „Che legge spietata“ – nur Text erhalten

Zweiter Akt
- Szene 1. Rezitativ: „Marzia t’accheta; Al nuovo giorno“
- Szene 2. Rezitativ: „A’ tanto eccesso arriva“
  - Arie (Arbace): „S’andrà senza pastore“ – Allegro non molto (A-Dur); für Streicher und Basso continuo
- Szene 3. Rezitativ: „Che gran sorte è la mia!“ [Libretto: „E qual sorte“]
- Szene 4. Rezitativ: „Ormai consolati ò Signor“
  - Arie (Cesare): „Se mai senti spirarti sul volto“ – Largo (E-Dur); für Violine I, Violine II sordini, Viola pizzicato, Violoncello, Violone; Text aus Metastasios La clemenza di Tito, 1734
- Szene 5. Rezitativ: „Lode à gli Dei. La fuggitiva speme“
- Szene 6. Rezitativ: „Tu vedi o bella Emilia“
- Szene 7. Rezitativ: „Oh Dio tutta se stessa“
  - Arie (Fulvio): „Degl’Elisi dal soggiorno“ – Allegro non molto (G-Dur); für Streicher und Basso continuo; vgl. Ginevra principessa di Scozia RV 716 II:9
- Szene 8. Rezitativ: „Si vuole ad onta mia“
- Szene 9. Rezitativ: „Cesare e dove? Al campo“
  - Arie (Cesare): „Se in campo armato“ – Allegro (D-Dur); für 2 Trompeten, Streicher und Basso continuo
- Szene 10. Rezitativ: „Ah Signor, che facesti? Ecco in periglio“
- Szene 11. Rezitativ: „Signor, sò ch’à momenti pugnar si deve“
  - Arie (Catone): „Dovea svenarti allora“ [Libretto: „Doveva“] – Allegro (c-Moll); für Streicher und Basso continuo
- Szene 12. Rezitativ: „Sarete paghi al fin“
  - Arie (Marzia): „Il povero mio core“ – Tempo giusto (g-Moll); für Violine I/II (?), Viola und Basso continuo; vgl. Dorilla in Tempe RV 709d III:4; Ipermestra RV 722 II:12; Siroe re di Persia RV 735b II:15
- Szene 13. Rezitativ: „Udisti Arbace? Ah troppo intesi“
- Szene 14. Rezitativ: „Or di Caton l’asilo mal sicuro è per me“
  - Arie (Emilia): „Come in vano il mare irato“ – Allegro molto (C-Dur); für Streicher und Basso continuo

Dritter Akt
- Szene 1. Rezitativ: „Tutto amico hò tentato“
- Szene 2. Rezitativ: „Quanti aspetti la sorte cangia in un punto“ [Libretto: „in un giorno“]
  - Arie (Marzia): „Se parto se resto“ – Allegro molto (c-Moll); für Streicher und Basso continuo; vgl. Farnace RV 711e II:9; Motezuma RV 723 II:14
- Szene 3. Rezitativ: „Me infelice, che valmi aver sogetto“
  - Arie (Cesare): „Sarebbe un bel diletto“ – Allegro (G-Dur); für Violine I/II, Viola und Basso continuo; vgl. L’oracolo in Messenia RV 726 I:14
- Szene 4. Rezitativ: „E’ questo amici il luogo“
- Szene 5. Rezitativ: „Ecco d’Iside il fonte. Ai noti segni“
- Szene 6. Rezitativ: „Olà fermate. Che miro!“
- Szene 7. Rezitativ: „D’altre insidie hai sospetto?“
- Szene 8. Rezitativ: „Siam perduti. Che fù?“
- Szene 9. Rezitativ: „Chi può nelle sventure egualiarsi con me?“
  - Arie (Emilia): „Nella foresta“ – … (F-Dur); für zwei Hörner, Streicher und Basso continuo
- Szene 10. Rezitativ (Catone): „Vinceste inique stelle“; für Streicher und Basso continuo
- Szene 11. Rezitativ: „Padre Signor t’arresta“
  - Duett (Catone, Marzia): „Fuggi dal guardo mio“ – Allegro (C-Dur); für Streicher und Basso continuo
- Szene 12. Rezitativ: „Il vincer ò Compagni non è tutto valor“
- Szene 13. Rezitativ: „Ah Cesare e fia vero“
  - Chor (Sopran, Alt): „D’amor la face lieta risplende“ – … (D-Dur); für zwei Trompeten, Violine I/II, Viola und Basso continuo

## Werkgeschichte
Catone in Utica ist Vivaldis einzige bekannte Opernproduktion der Frühjahr-Spielzeit 1737. Die Uraufführung fand im April 1737 im Teatro Filarmonico di Verona statt. Einige Quellen nennen alternativ den 26. (?) März desselben Jahres. In einem Brief an den Marchese Guido Bentivoglio erwähnt Vivaldi jedoch, dass es bis zum 3. Mai sechs Aufführungen gegeben habe. Daraus schloss Reinhard Strohm, dass die Premiere in der zweiten April-Hälfte stattgefunden haben muss. Das Werk ist dem dortigen Stadtgouverneur Almorò Barbaro gewidmet. Vivaldi war auch finanziell stark in die Produktion involviert und zeigte sich daher in dem genannten Brief äußerst erleichtert über ihren Erfolg. Auch der bayerische Kurfürst Karl Albrecht, der am 26. Mai zusammen mit seinem Bruder Ferdinand Maria eine Aufführung besuchte, vermerkte in seinem Tagebuch, dass sie gut aufgenommen wurde.
Die Sänger hatte Vivaldi wahrscheinlich selbst ausgewählt. Zu ihnen zählten Anna Girò als prima donna Marzia, Maria Giovanna Gasparini als seconda donna Emilia, der Tenor Cesare Grandi als Catone sowie die Soprankastraten Lorenzo Girardi als primo uomo Cesare und Giacomo Zaghini als secondo uomo Arbace. Der terzo uomo Fulvio wurde als Hosenrolle von der auf derartige Nebenrollen spezialisierten Altistin Elisabetta Moro gesungen. Die Bühnenbilder stammten dem gedruckten Libretto zufolge von Francesco Galli da Bibiena. Sie waren vermutlich teilweise bereits früher zum Einsatz gekommen.
Eine gelegentlich für eine Wiederaufführung von Vivaldis Oper gehaltene Produktion in Graz 1740 hat nichts mit diesem Werk zu tun. Nur drei Arientexte stimmen überein, und diese stammen sämtlich aus dem Originaltext Metastasios. Die Grazer Fassung basiert direkt auf der Ursprungsfassung von 1728, nicht wie Vivaldis auf der von 1729. Zudem kehrt keiner der in Graz ausgetauschten Textabschnitte in dem von Vivaldi vertonten Text wieder.
Im Fonds Foà 38 der Biblioteca Nazionale Universitaria di Torino ist ein autografes Manuskript der Partitur erhalten, in dem die Sinfonia und der erste Akt fehlen. Der oben erwähnte Brief Vivaldis enthält Hinweise auf eine Oper, die „teilweise von anderen komponiert“ werden sollte. Dies wurde gelegentlich als Hinweis gedeutet, dass der erste Akt des Catone nicht von Vivaldi stammte und daher nicht im Manuskript enthalten ist. Im gedruckten Libretto ist jedoch ausdrücklich Vivaldi als Komponist genannt.
Es wurden bereits mehrere Versuche unternommen, den fehlenden ersten Akt zu rekonstruieren. Jean-Claude Malgoire und Frédéric Delaméa verglichen hierzu das Libretto und die beiden überlieferten Akte mit anderen Werken Vivaldis derselben Schaffensperiode. Auf diese Weise ermittelten sie zwei Arien, die er mutmaßlich auch in anderen Werken einsetzte. Für die anderen fünf fehlenden Stücke wählten sie geeignete Arien, die nicht in vollständig erhaltenen Partituren Vivaldis überliefert waren. Die Gründe für die jeweilige Wahl sind detailliert in der Beilage zu ihrer CD-Veröffentlichung erläutert. Als Ouvertüre nutzten sie seine Sinfonia F-Dur RV 135.
Eine kritische Ausgabe des Werks von Alan Curtis wurde im Verlag Boosey & Hawkes veröffentlicht. Sie enthält eine Rekonstruktion des ersten Akts von Alessandro Ciccolini, der unter Verwendung von Musikmaterial aus Instrumentalwerken Vivaldis fünf der fehlenden Arien neu komponierte (I:1, I:5, I.7, I:9 und I.12). Für die Arie des Fulvio (I.6) nutzte er die Arie „Là sul margine del rio“ aus L’Atenaide und als Sinfonia diejenige aus L’olimpiade. Auch die Rezitative sind Neukompositionen. Dasjenige vor Arbaces Arie in I:12 erweiterte Ciccolini zu einem orchesterbegleiteten Accompagnato. Außerdem erstellte er für alle Arien, auch diejenigen des zweiten und dritten Akts, Variationen und Kadenzen im Stil der Zeit.:51ff
In neuerer Zeit wurde Vivaldis Catone in Utica mehrfach gespielt. 1984 gab es eine konzertante Aufführung in Monselice unter der Leitung von Claudio Scimone.:22108 Jean-Claude Malgoire dirigierte es 1998 im Atelier lyrique de Tourcoing und 2001 in der Opéra-Comique in Paris und erneut in Tourcoing. Die rekonstruierte Fassung nach der kritischen Ausgabe wurde 2014 unter der Leitung von Alan Curtis konzertant im Théâtre des Champs-Élysées in Paris vorgestellt. Eine szenische Produktion gab es 2015 durch die Opera Lafayette beim Glimmerglass Festival in Cooperstown (New York).

## Aufnahmen
- Mai 1984 – Claudio Scimone (Dirigent), I Solisti Veneti
 Ernesto Palacio (Catone), Cecilia Gasdia (Cesare), Marilyn Schmiege (Marzia), Margarita Zimmermann (Emilia), Susanna Rigacci (Arbace), Lucretia Lendi (Fulvio).
 Live, konzertant aus Monselice.
 ERATO CD: 0630-11232-2, Erato CD: 88142, Erato LP: 75204.[9]:22108
- 25./26. November 2002 – Jean-Claude Malgoire (Dirigent), La Grande Ecurie e la Chambre du Roy.
 Simon Edwards (Catone), Jacek Laszczkowski (Cesare), Liliana Faraon (Marzia), Veronica Cangemi (Emilia), Philippe Jaroussky (Arbace), Diana Bertini (Fulvio).
 Live aus Tourcoing; mit Rekonstruktion des ersten Akts von Jean-Claude Malgoire und Frédéric Delaméa nach anderen Werken Vivaldis.
 Dynamic CDS 403/1-2.[5][9]:22109
- September 2012 – Alan Curtis (Dirigent), Il complesso barocco.
 Topi Lehtipuu (Catone), Roberta Mameli (Cesare), Sonia Prina (Marzia), Ann Hallenberg (Emilia), Emőke Baráth (Arbace), Romina Basso (Fulvio).
 Studioaufnahme aus Lonigo (Italien); nach der kritischen Ausgabe von Alan Curtis mit Rekonstruktion des ersten Akts von Alessandro Ciccolini.
 Naïve OPUS 111 OP30545.[4]
- 2015 – Ryan Brown (Dirigent), Tazewell Thompson (Regie), Glimmerglass Festival Orchestra.
 Thomas Michael Allen (Catone), John Holiday (Cesare), Megan Samarin (Marzia), Sarah Mesko (Emilia), Eric Jurenas (Arbace), Allegra De Vita (Fulvio).
 Live vom Glimmerglass Festival, Cooperstown (New York).
 Übertragung im Radio WQXR.[12]
- 6. Februar 2016 – Andrea Marcon (Dirigent), La Cetra Barockorchester Basel.
 Emiliano Gonzalez Toro (Catone), Anett Fritsch (Cesare), Francesca Ascioti (Marzia), Ann Hallenberg (Emilia), Roberta Invernizzi (Arbace), Carlos Mena (Fulvio).
 Live aus dem Concertgebouw Amsterdam.
 Übertragung auf NPO Radio 4.[13]
- 17. März 2023 – Federico Maria Sardelli (Dirigent), Marco Bellussi (Regie), Matteo Paoletti Franzato (Bühne), Elisa Cobello (Kostüme), Marco Cazzola (Licht), Creativite (Video), Orchestra Barocca Accademia dello Spirito Santo.
 Valentino Buzza (Catone), Arianna Vendittelli (Cesare), Valeria Girardello (Marzia), Miriam Albano (Emilia), Valeria La Grotta (Arbace), Chiara Brunello (Fulvio).
 Video; live aus dem Teatro Comunale di Ferrara; nur zweiter und dritter Akt.
 Videostream bei Operavision.[14]